# Une femme mariée
Pour plus de détails, voir Fiche technique et Distribution.
Une femme mariée est un film français réalisé par Jean-Luc Godard, sorti en 1964

## Synopsis
Le film commence par une série de plans fragmentaires du corps nu d'une femme (jambes, mains, dos), parfois juxtaposé à celui d'un homme sur un drap, sur fond évocateur des Quatuors à cordes no 7, no 9 et no 14 de Beethoven. Peu à peu, la caméra cadre également le visage de la femme, Charlotte, mariée à un pilote de ligne ; l'homme qui l'accompagne, Robert, est un comédien de théâtre. Pendant la scène, une voix hors champ récite en chuchotant de courtes phrases tirées de publicités sur la beauté féminine.
Après l'amour, Charlotte doit aller chercher à l'école l'enfant issu du précédent mariage de son mari. Elle se fait conduire dans la voiture de Robert, puis prend plusieurs taxis l'un après l'autre, dans l'intention de détourner une éventuelle filature commandée par son mari. Charlotte se rend avec l'enfant à l'aéroport, où Pierre arrive d'Allemagne de l'Ouest avec le réalisateur Roger Leenhardt, qui a assisté le 20 décembre 1963 à Francfort-sur-le-Main à l'ouverture du procès des gardiens du camp de concentration d'Auschwitz et est invité à dîner.
Au cours de la soirée chez le couple, Pierre, Charlotte et Leenhardt livrent chacun une sorte de monologue, respectivement sur la mémoire, la vie au présent et l'intelligence.
Le lendemain matin, la femme de ménage Mme Céline livre elle aussi son monologue à Charlotte : une longue citation littéraire tirée du roman Mort à crédit de Louis-Ferdinand Céline. Charlotte, qui travaille pour un magazine féminin, va rencontrer des mannequins au travail, écoute les propos de deux jeunes filles assises à une table voisine, qui parlent de leur « première fois », et se rend enfin chez un gynécologue qui lui donne le résultat d'un test de grossesse : le résultat est positif, Charlotte attend un bébé, mais ne peut déterminer s'il s'agit de celui de son mari Pierre ou de celui de son amant Robert. Ce dernier lui a donné rendez-vous au cinéma de l'aéroport d'Orly (où l'on projette Nuit et Brouillard d'Alain Resnais), car il part jouer Racine. Presque inévitablement, ils se retrouvent au lit dans l'hôtel de l'aéroport, avec des séquences d'images qui reflètent celles du début du film. Charlotte, troublée, cherche à savoir auprès de cet homme quelle est la différence entre la vie et une pièce de théâtre.

## Fiche technique
- Titre : Une femme mariée
- Sous-titre : Suite de fragments d'un film tourné en 1964
- Réalisation : Jean-Luc Godard, assistants : Jean-Pierre Léaud et Claude Othnin-Girard
- Scénario : Jean-Luc Godard
- Musique : Claude Nougaro, Ludwig van Beethoven
- Photographie : Raoul Coutard
- Cadreur : Georges Liron
- Montage : Françoise Collin et Andrée Choty
- Décors : Henri Nogaret
- Son : Antoine Bonfanti, René Levert, Jacques Maumont
- Production : Philippe Dussart et Maurice Urbain
- Sociétés de production : Anouchka Films, Orsay Films
- Pays de production :  France
- Format : Noir et blanc - Mono - 35 mm
- Genre : Comédie dramatique
- Durée : 98 minutes
- Date de sortie : 4 décembre 1964
- Affiche : Georges Kerfyser (France)

## Distribution
- Macha Méril : Charlotte
- Bernard Noël : Robert, l'amant
- Philippe Leroy : Pierre, le mari
- Roger Leenhardt : l'ami philosophe
- Rita Maiden : la bonne
- Georges Liron : le médecin
- Margaret Le-Van : une fille à la piscine
- Véronique Duval : une autre fille à la piscine
- Christophe Bourseiller : Nicolas, le jeune fils de Pierre
- André Lesourd : Dédé, le mécanicien de l'aérodrome

## Production
Le tournage est très rapide : il se déroule sur 20 jours du 29 juin au 21 juillet 1964. Afin d'être être prêt pour la Mostra de Venise an août 1964 le film est monté au fur et à mesure du tournage.

## Réception
Initialement titré La Femme mariée lors de sa présentation au festival de Venise, le film doit, après son examen par la commission de censure, être diffusé avec un titre moins explicite et quelques coupures. Jean de Baroncelli, dans Le Monde, salue, malgré ces modifications subies, un film « typiquement godarien » qui en révèle plus sur l'auteur lui-même que sur son sujet affiché : la femme-objet.